# Kakalo'uta

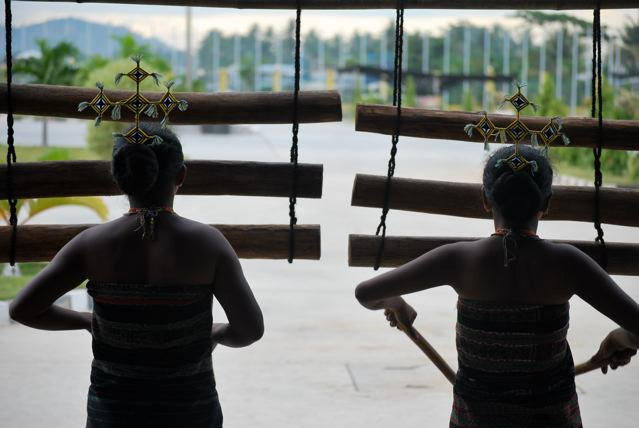
Kakalo’uta in Lospalos

Kakalo’uta, auch kakal, ist ein Schlagstabspiel der Fataluku in der osttimoresischen Gemeinde Lautém.
Das kakalo’uta besteht aus drei Holzstangen, die als Aufschlagstäbe dienen und an Seilen untereinander aufgehängt werden. Den tiefsten Ton erzeugt die oberste Stange, den höchsten die unterste Stange. Das Holz stammt vom Baum Pterospermum acerifolium (tetum ai solda, Fataluku ai pokura). Im Gegensatz zu den anderen traditionellen Instrumenten der Fataluku wird es nicht nur bei Soloauftritten verwendet, sondern auch zur Begleitung von zeremoniellen Anlässen.
Beim Spielen ist der Rhythmus des kakalo’uta unregelmäßig und folgt oft den Wendungen der mehrstimmigen Liedgattung vaihoho. Bei den Liedern werden auch Tierlaute von Hähnen, Hunden und Insekten imitiert. Auf den Feldern wird das Instrument benutzt, um Vögel, Affen und andere Tiere davon abzuhalten, die Ernte zu fressen. Liebeslieder werden eher leise gespielt, als einzelne Töne, um die Geliebte oder den Geliebten zu rufen. Das Instrument wird auch zur Begleitung von vaihoho bei Hochzeiten, Beerdigungen, Erntefesten und anderen zeremoniellen Anlässen gespielt.